# Ministory
Ministory – drugi minialbum polskiej piosenkarki Kaśki Sochackiej. Wydawnictwo ukazało się 26 listopada 2021 nakładem wytwórni muzycznej Jazzboy Records w dystrybucji e-Muzyka.
Album jest utrzymany w stylu muzyki pop. Składa się z wersji standardowej (1 CD) i płyty analogowej (1 LP).
Płyta zadebiutowała na 13. miejscu polskiej listy sprzedaży – OLiS. Wydawnictwo uzyskało status podwójnej platynowej płyty, przekraczając liczbę 60 tysięcy sprzedanych kopii.
Nagrania były promowane singlami: „Dla mnie to już koniec”, „Niebo było różowe” i „Spaleni słońcem”.

## Lista utworów
Opracowano na podstawie materiału źródłowego.
| Ministory – Wersja standardowa | Ministory – Wersja standardowa  | Ministory – Wersja standardowa                                  | Ministory – Wersja standardowa                                                            | Ministory – Wersja standardowa |
| Nr                             | Tytuł utworu                    | Słowa                                                           | Muzyka                                                                                    | Długość                        |
| ------------------------------ | ------------------------------- | --------------------------------------------------------------- | ----------------------------------------------------------------------------------------- | ------------------------------ |
| 1.                             | „Nie było Cię”                  | Katarzyna Sochacka-Kasznia, Agata Trafalska, Jakub Skorupa      | Katarzyna Sochacka-Kasznia, Marcin Ułanowski                                              | 3:58                           |
| 2.                             | „Sukienka”                      | Katarzyna Sochacka-Kasznia, Aleksander Świerkot                 | Katarzyna Sochacka-Kasznia, Aleksander Świerkot, Lesław Matecki                           | 4:18                           |
| 3.                             | „Spaleni słońcem”               | Katarzyna Sochacka-Kasznia, Agata Trafalska, Daria Ryczek-Zając | Katarzyna Sochacka-Kasznia, Magdalena Laskowska, Aleksander Świerkot, Łukasz Federkiewicz | 3:41                           |
| 4.                             | „Tańcz”                         | Katarzyna Sochacka-Kasznia                                      | Katarzyna Sochacka-Kasznia, Aleksander Świerkot                                           | 3:38                           |
| 5.                             | „Niebo było różowe”             | Katarzyna Sochacka-Kasznia, Agata Trafalska                     | Katarzyna Sochacka-Kasznia, Aleksander Świerkot                                           | 4:14                           |
| 6.                             | „Zostaje przy tym, co już znam” | Katarzyna Sochacka-Kasznia                                      | Katarzyna Sochacka-Kasznia, Aleksander Świerkot                                           | 3:40                           |
| 7.                             | „Porzucić (live)”               | Katarzyna Sochacka-Kasznia, Agata Trafalska                     | Katarzyna Sochacka-Kasznia                                                                | 5:00                           |
|                                |                                 |                                                                 |                                                                                           | 28:29                          |

## Pozycje na listach sprzedaży

### Pozycje na listach tygodniowych
| Kraj   | Lista (2021)  | Najwyższa pozycja |
| ------ | ------------- | ----------------- |
| Polska | OLiS – albumy | 13                |

## Certyfikat
| Kraj          | Certyfikat         | Sprzedaż |
| ------------- | ------------------ | -------- |
| Polska (ZPAV) | 2× platynowa płyta | 60 000+  |